# 晨阳
《晨阳》（英語：Breaking Dawn），2019年中国刑侦剧。本剧改编自艾乐直的同名小说，由杨仕泽、蔡知辰、冯建宇、吕星辰、刘若嫣、任宥纶领衔主演，爱奇艺于2019年4月9日首播。

## 播出时间
| 频道                | 所在地          | 播映日期      | 播出时间                 | 备注     |
| ------------------- | --------------- | ------------- | ------------------------ | -------- |
| 爱奇艺 愛奇藝台灣站 | 中国大陆 · 臺灣 | 2019年4月9日  |                          |          |
| 爱奇艺频道          | 马来西亚        | 2019年7月22日 | 星期一至二 22:00 - 00:00 | 两集连播 |

## 演员列表

### 主要演员
| 演員   | 角色        | 介紹 |
| 杨仕泽 | 郭阳        | 退役特種兵、前特警，兩年前以臥底身份成功引老毒王進入邊境線進行抓捕，後因當時隊長遭張九殺害，患上創傷後壓力症候群(PTSD)而退役。和張晨是生死兄弟。 |
| 蔡知辰 | 张晨        | 臥底在毒販組織中的緝毒警察，和郭陽是生死兄弟，母親是心中最大的牽掛。                                                                             |
| 冯建宇 | 沈钰        | 內地毒王，驕傲自負又脆弱孤獨，狠辣與義氣兼具。與張晨和郭陽是對立方，為達到自己的目的使出渾身解數。                                               |
| 吕星辰 | 关洁/薩維卡 | 一個身分為外科主治醫師，但實際上是新毒王張九的得力助手。                                                                                         |
| 刘若嫣 | 刘依笑      | 法醫，郭陽前女友，劉依凡的妹妹。 |
| 任宥纶 | 张九        | 新毒王，自稱是關潔的弟弟，但實際身分是老毒王的兒子。                                                                                             |

### 其他演员
| 演員   | 角色   | 介紹                                                                         |
| 范奕泽 | 郝队长 | 冷面的缉毒警察，妻女被毒贩仇殺後性情大變，是幫助晨陽兄弟解開懸念的關键人物。 |
| 赵科   | 祝队长 | 張晨的上级，全力支持张晨、郭阳的缉毒工作。                                   |
| 李雅男 | 郭海   | 大學教授，但真實身分為象人，研製毒品的科學家。                               |
| 张楠   | 刘依凡 | 刘依笑的哥哥，郭海實驗室之成員，後期遭郭海殺害，卻被偽裝成自殺。             |
| 李之繁 | 阿刀   | 沈鈺的得力助手，但實際上是在幫張九做事。                                     |
| 王琳凯 | 小鬼   | 毒枭老K手下，與張晨是好兄弟。                                                |
| 朱星杰 | 林铨   | 研製毒品的毒販。                                                             |
| 周彦辰 | 格泰   | 冷酷的殺手，張九之手下。                                                     |
| 鞠可儿 | 王琳   | 律師，郭陽之表妹。                                                           |
| 楊超然 | 老毒王 |                                                                              |

## 电视原声带
| 曲序 | 曲目             | 演唱           |
| ---- | ---------------- | -------------- |
| 1.   | 黑白（主题曲）   | 王琳凱         |
| 2.   | 等待（片尾曲）   | 蔡知辰、楊仕澤 |
| 3.   | 放手一搏（插曲） | 馮建宇         |